# Українська книжка року 2012
«Українська книжка року» 2012 року — щорічна премія Президента України, що присуджена з метою відзначення авторів, видавництв та видавничих організацій, які зробили значний внесок у популяризацію української книжки та розвиток вітчизняної видавничої справи у 2011—2012 роках.

Леонід Череватенко — лауреат премії у номінації «За видатні досягнення у галузі художньої літератури» за книгу поезій «Закляте залізо»

Комітет зі щорічної премії Президента України «Українська книжка року» допустив до конкурсу 2012 року 69 видань із 49 видавництв та видавничих організацій України, яким пропонується присудити премію. Найбільше — 27 у номінації «За вагомий внесок у розвиток українознавства». Ще 19 художніх творів класичної або сучасної української прози, поезії, українських перекладів художньої літератури було визначено в номінації «За видатні досягнення у галузі художньої літератури» та 23 — «За сприяння у вихованні підростаючого покоління».

## Пропозиції до присудження премії
31 січня 2013 року Комітет з присудження щорічної премії Президента України «Українська книжка року» шляхом таємного голосування простою більшістю голосів у трьох номінаціях визначив видання, подані для участі у конкурсі, яким пропонується присудити премію за 2011—2012 роки:
- У номінації «За видатні досягнення у галузі художньої літератури»:

– книга поезій «Закляте залізо» Леоніда Череватенка (видавництво «Дух і літера»).
- У номінації «За вагомий внесок у розвиток українознавства»:

- видання «Опішнянська мальована миска другої половини ХІХ — початку ХХ століття» (автор-упорядник — Олесь Пошивайло, видавництво — Національний музей-заповідник українського гончарства). Альбом присвячено найбільшій і найкоштовнішій у світі колекції глиняних мальованих мисок, виготовлених гончарями всесвітньовідомої столиці українського гончарства — селища Опішного Полтавської області.
- У номінації «За сприяння у вихованні підростаючого покоління»:

- книга Петра Саса і Генуте Керкіне «Хотинська битва 1621 — битва за центральну Європу» (видавництво «Балтія-Друк»). Це масштабний міжнародний проект, створений за участю української і литовської сторін. В альбомі вперше в Україні опубліковано фрагменти воєнних щоденників самих учасників Хотинської битви, фото маловідомих експонатів з музейних фондів Туреччини, Польщі, Литви, України тощо.

## Лауреати премії
25 травня 2013 року Президент України Віктор Янукович своїм Указом повністю підтримав (чи не єдиний раз) рішення Комітету зі щорічної премії Президента України.
Щорічну премію Президента України «Українська книжка року» було присуджено:
- книжковому виданню «Закляте залізо» Леоніду Васильовичу Череватенку (видавництво: Товариство з обмеженою відповідальністю «Дух і літера») — у номінації «За видатні досягнення у галузі художньої літератури»;

- книжковому виданню «Опішнянська мальована миска другої половини XIX — початку XX століття» автора-упорядника Олеся Миколайовича Пошивайла (видавництво — Національний музей-заповідник українського гончарства) — у номінації «За вагомий внесок у розвиток українознавства»;

- книжковому виданню «Хотинська битва 1621 — битва за Центральну Європу» співавторів Петра Михайловича Саса та Генуте Керкіне «Хотинська битва 1621 — битва за центральну Європу» (видавництво: Товариство з обмеженою відповідальністю «Балтія-Друк») — у номінації «За сприяння у вихованні підростаючого покоління»[2].

## Джерело
- Премія Президента України «Українська книжка року» [Архівовано 23 березня 2022 у Wayback Machine.]